# Gymnostoma deplancheanum
Gymnostoma deplancheanum là một loài thực vật có hoa trong họ Casuarinaceae. Loài này được (Miq.) L.A.S.Johnson mô tả khoa học đầu tiên năm 1982.

## Hình ảnh

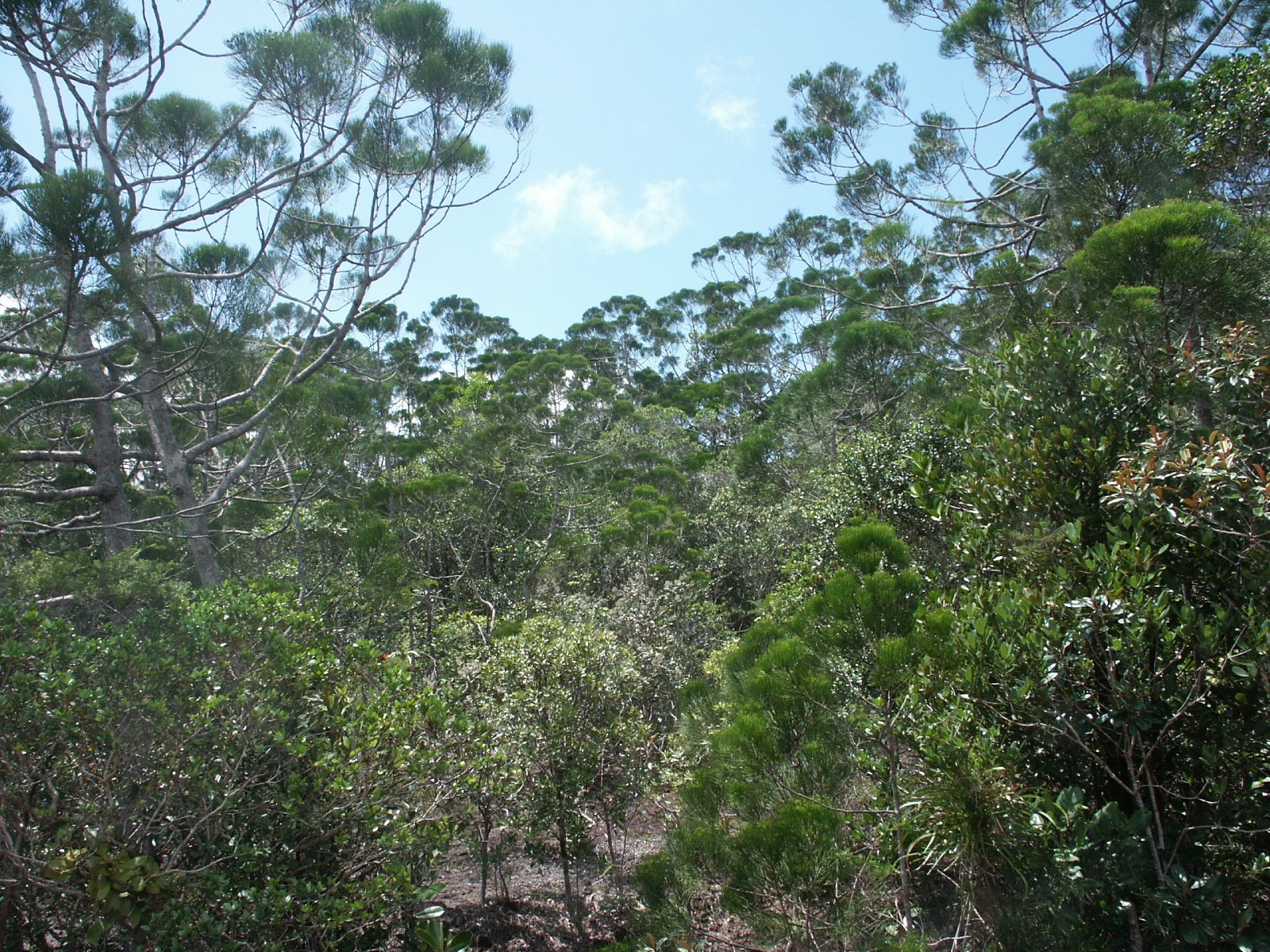
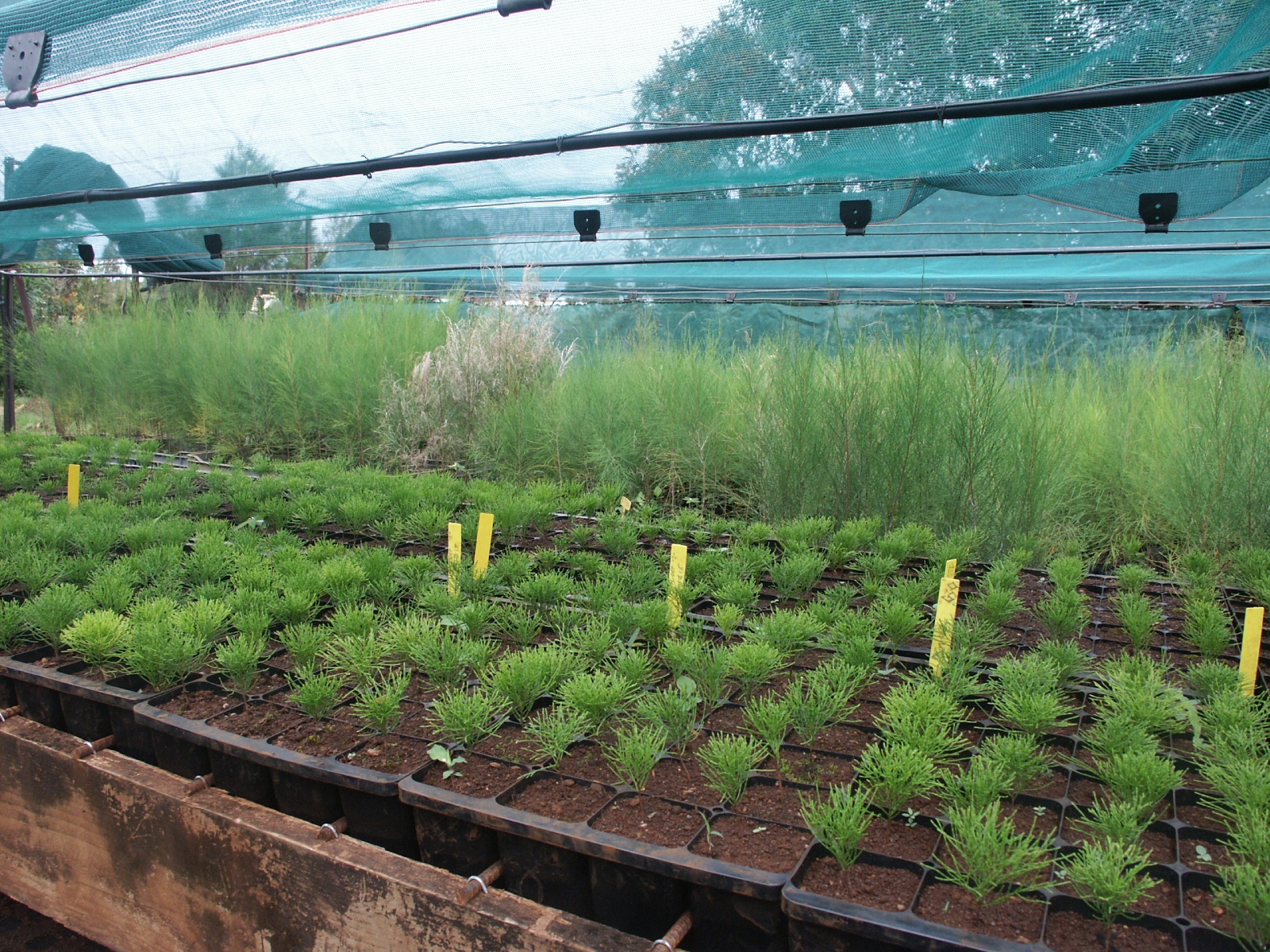
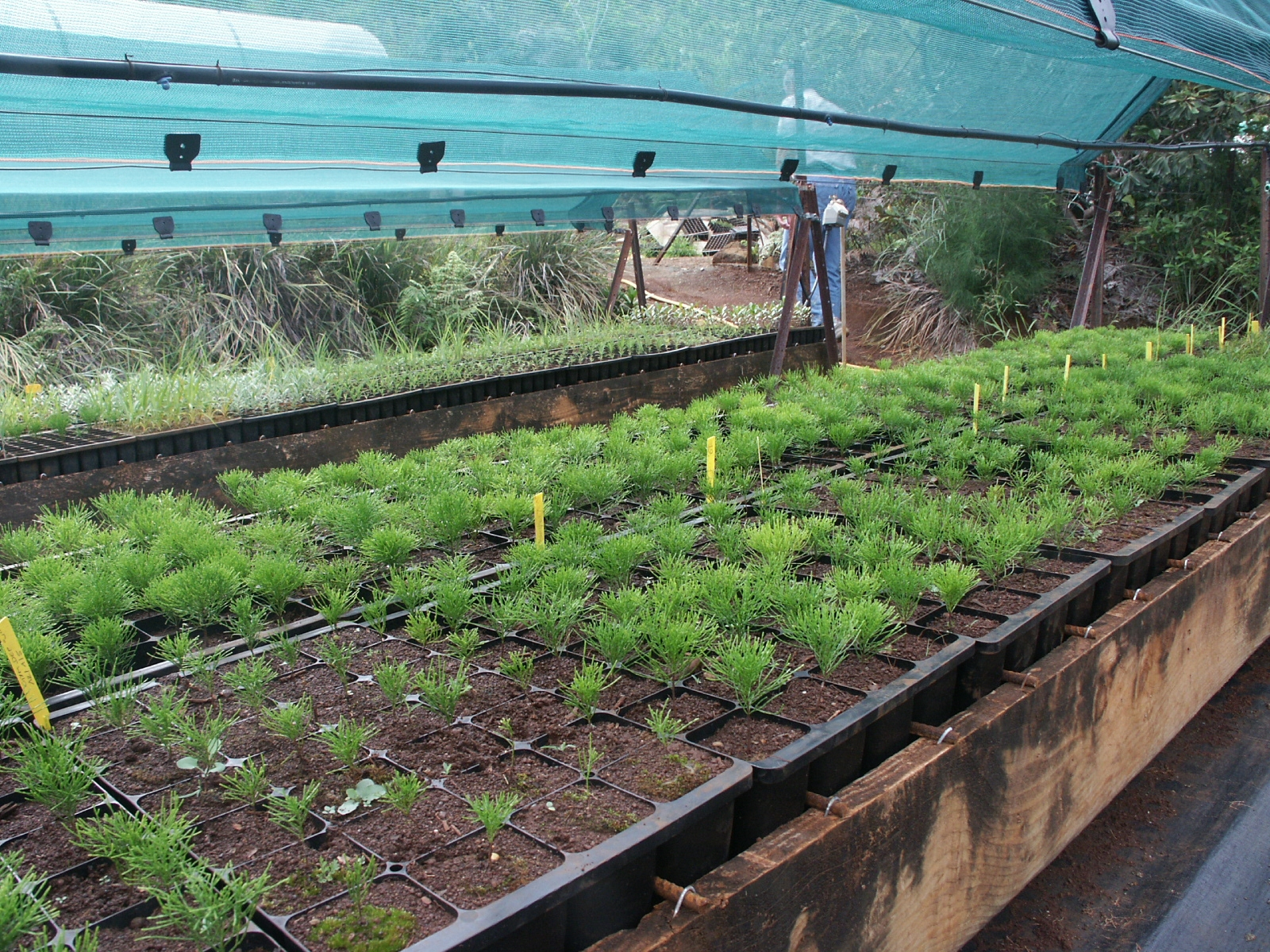